# Amphigerontia petiolata
Amphigerontia petiolata är en insektsart som först beskrevs av Banks 1918.  Amphigerontia petiolata ingår i släktet Amphigerontia och familjen storstövsländor. Inga underarter finns listade i Catalogue of Life.